# ウシエビ

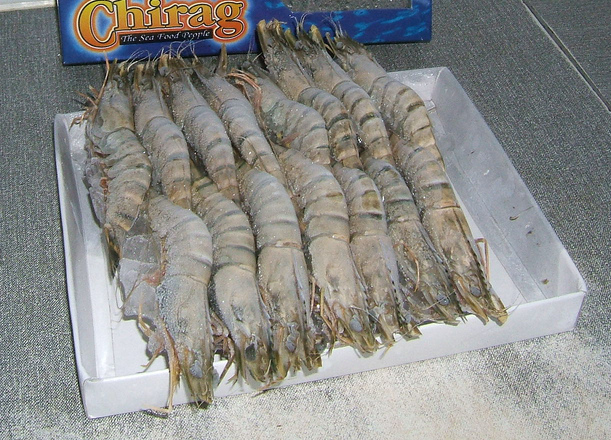
冷凍・パック詰めにされて流通する

ウシエビ（牛海老、学名: Penaeus monodon）は、十脚目クルマエビ科に属するエビの一種。インド太平洋の熱帯・亜熱帯域に広く分布する大型のエビである。食用として世界各地で利用されており、ブラックタイガーという別名でよく知られている。漁業や養殖の重要種である。

## 特徴
成体の体長は30センチメートルほどで、クルマエビ科でも最大の部類に入る。最大で体長36センチメートル・体重600グラムという記録もある。体は前後に細長く、額角の鋸歯は上縁に7-8歯、下縁に2-3歯がある。頭胸甲背面中央には額角から続く隆起があるが、両側の側溝は前半部だけに限られる。体色は全体的に灰褐色で、不明瞭な黒い縞模様がある。ただし新鮮な個体では腹節や歩脚・腹肢に黄色の縞模様が入る。
クルマエビに似ているが、生体は全身の黒みが強く黒の縞模様も不明瞭なこと、額角の鋸歯の数が異なること、頭胸甲背面中央の側溝が前半部しかないことで区別できる。
西日本、オーストラリア北岸、南アフリカ東岸まで、インド太平洋の熱帯・亜熱帯域に広く分布する。日本では東京湾以南に分布するが、分布域の北限にあたり個体数が少なく、日本産・天然もののウシエビが市場に流通することはまずない。
浅い海の砂泥底に生息するが、汽水域、さらには淡水域にも適応する。食性は雑食性で、藻類や貝類、多毛類などを食べる。

## 利用

### 日本国内
食用として重要な種類である。東南アジアを中心とした分布域各地でさかんに養殖され、日本を含む世界中に流通する。日本のエビの輸入量の4割前後を占める重要種で、主な輸入元はインドネシア、インド、ベトナムである。クルマエビ科の中では大型で、成長も速い。
クルマエビに比べると生の状態では黒っぽいが、熱を通すと一様に薄紅色になる。日本では国産クルマエビよりも安価に流通し、エビフライ、天ぷら、天丼、塩ゆで、なべ焼きうどんや鍋料理の具材……など、様々な料理に使われる。

### 日本国外
しかし、熱帯地域では本種の大量養殖によるマングローブや汽水域の環境破壊、養殖場からの排水による環境汚染が問題視されている。また、高密度で飼育するため伝染病が蔓延しやすいこと、伝染病予防のため使用する抗生物質、エビ流通に係る関税等の諸問題もあり、これらへの対策も含めて世界中で研究が続いている。
台湾では1968年に廖一久がウシエビの種苗生産に成功し、エビ養殖の基礎を築いた。養殖産業は1980年代に急速に発展し、一時は日本にも年間約4万トンが輸入されていた。しかしウイルスの蔓延により台湾のエビ養殖は崩壊状態に追い込まれ、その後はタイやインドネシアからの輸入が増えた。それらの国へ養殖技術を普及させたのは台湾の技術者だったと言われている。
しかし、タイでも1995年以降ウイルス病の被害によりウシエビの養殖量が減少しており、現在はバナメイエビ（Whiteleg shrimp）がエビ養殖の主力となっている。

## 事件
日本では、「東南アジアのエビ養殖場に出資すれば利益になる」とし、金を騙し取る大規模な詐欺事件が起こった（ワールドオーシャンファーム詐欺事件）。日本では浜名湖などに生息しており、漁獲量は少ないが産地周辺では刺身として消費されている。